# Monoicomyces furcatus
Monoicomyces furcatus är en svampart som tillhör divisionen sporsäcksvampar, och som beskrevs av Roland Thaxter. Monoicomyces furcatus ingår i släktet Monoicomyces, och familjen Laboulbeniaceae. Arten är reproducerande i Sverige.